# Podochela riisei
Podochela riisei är en kräftdjursart som beskrevs av William Stimpson 1860. Podochela riisei ingår i släktet Podochela och familjen Inachidae. Inga underarter finns listade i Catalogue of Life.